# Turowo
Turowo (deutsch Thurowen (nicht amtlich korrekt auch oft Turowen), 1938–1945 Auersberg) ist ein zur Gemeinde Kalinowo (Kallinowen, 1938 bis 1945 Dreimühlen) zählendes Dorf im nordöstlichen Masuren in der polnischen Woiwodschaft Ermland-Masuren, Powiat Ełcki (Kreis Lyck). 
Hier befand sich bis 1997 mit einem Bahnhof der Endpunkt der Ełcka Kolej Dojazdowa, der historischen Lycker Kleinbahnen. Der Streckenabschnitt von Kalinowo her wurde nach einem Brückenschaden stillgelegt.

## Geographie
Das Dorf befindet sich acht Kilometer nordöstlich der Ortschaft Kalinowo an der östlichen Grenze der Woiwodschaft. Es ist von Kalinowo aus erreichbar über die Fernstraße 661 Richtung Wierzbowo (Wiersbowen, 1938 bis 1945 Waldwerder), in Milewo dabei östlich abfahren nach Turowo.

## Geschichte
Der masurische Ortsname leitet sich vom slawischen Wort tur für deutsch Auerochse ab. Das im 17. Jahrhundert ausgestorbene Wildrind trat tatsächlich zuletzt in dieser geographischen Region auf. Gegründet wurde das Dorf im Jahre 1473.
Mit der preußischen Gebietsreform vom 27. Mai 1874 gehörte Thurowen verwaltungstechnisch als Landgemeinde zum Amtsbezirk Wiersbowen (1892–1932: Wierzbowen) im Landkreis Lyck, der neben Thurowen die Gemeinden Groß Czymochen, Kiehlen, Millewen, Sanien, Soczien und Wiersbowen sowie den Gutsbezirk Czymochen umfasste.
Groß Czymochen und Gutsbezirk Czymochen kamen 1909 zum Amtsbezirk Oletzko. 1938 wurde durch Umbenennung der Gemeinde Wiersbowen der gleichnamige Amtsbezirk zum Amtsbezirk Waldwerder.
Im Dezember 1915 wurde Thurowen über eine 38 Kilometer lange Schmalspurbahnstrecke der Lycker Kleinbahnen mit der Kreisstadt Lyck verbunden.
Aufgrund der Bestimmungen des Versailler Vertrags stimmte die Bevölkerung im Abstimmungsgebiet Allenstein, zu dem Thurowen gehörte, am 11. Juli 1920 über die weitere staatliche Zugehörigkeit zu Ostpreußen (und damit zu Deutschland) oder den Anschluss an Polen ab. In Thurowen stimmten 120 Einwohner für den Verbleib bei Ostpreußen, auf Polen entfiel keine Stimme.
1933 waren in Thurowen 180 Einwohner verzeichnet.
Thurowen wurde am 16. Juli 1938 im Zuge der massiven Eindeutschung von Ortsnamen masurischer Herkunft umbenannt, was in Anlehnung an dem im Ortsnamen zugrunde liegenden tur für einen Auerochsen in „Auersberg“ umgedeutet wurde.
1939 hatte Auersberg (Thurowen) 186 Einwohner.
Bis zum Ausbruch des Zweiten Weltkrieges war Auersberg (Thurowen) ein ostpreußisches Grenzdorf zu Polen, zur dortigen Region Podlachien.
Nach Ende des Zweiten Weltkrieges 1945 fiel das zum Deutschen Reich gehörende Auersberg an Polen. Die ansässige deutsche Bevölkerung wurde, soweit sie nicht geflüchtet war, nach 1945 größtenteils vertrieben bzw. ausgesiedelt und neben der angestammten  masurischen Minderheit durch Neubürger aus anderen Teilen Polens ersetzt. Der Ort Auersberg wurde in der polnischen Schreibweise des historischen Ortsnamens Thurowen in Turowo umbenannt.
Die nach Turowo führende Kleinbahnstrecke wurde nach 1945 von der Polnischen Staatsbahn (PKP) übernommen, die dann noch bis 1997 in Betrieb war. Ein Verein betreibt derzeit die Wiederherstellung der gesamten historischen Strecke für touristische Zwecke.
Von 1975 bis 1998 gehörte Turowo zur damaligen Woiwodschaft Suwałki, kam dann 1999 zur neu gebildeten Woiwodschaft Ermland-Masuren. Das Dorf ist heute Sitz eines Schulzenamtes (polnisch Sołectwo) im Verbund der Landgemeinde Kalinowo.

## Kirche
Vor 1945 war Thurowen resp. Auersberg in die evangelische Kirche Kallinowen in der Kirchenprovinz Ostpreußen der Kirche der Altpreußischen Union sowie in die römisch-katholische Kirche Prawdzisken (1934 bis 1945 Reiffenrode, polnisch Prawdziska) im damaligen Bistum Ermland eingepfarrt.
Heute besteht in Turowo eine eigene katholische Kirche, eine Filialkirche der Pfarrei in Prawdziska im Bistum Ełk der Römisch-katholischen Kirche in Polen. Die evangelischen Einwohner orientieren sich zur Kirchengemeinde in der Kreisstadt Ełk (Lyck), einer Filialgemeinde der Pfarrei in Pisz (deutsch Johannisburg) in der Diözese Masuren der Evangelisch-Augsburgischen Kirche in Polen.